# 돌쇠 바람
"돌쇠 바람"은 한국에서 제작된 임선 감독의 1987년 영화이다. 천호진 등이 주연으로 출연하였고 김인동 등이 제작에 참여하였다.

## 출연

### 주연
- 천호진
- 문성필
- 오덕

## 기타
- 조명: 조길수
- 녹음: 김성찬